# Long An (provincie)
Long An is een provincie van Vietnam.
Long An telt 1.306.202 inwoners op een oppervlakte van 4338 km².

## Districten
Long An is onderverdeeld in een stad (Tân An) en dertien districten:
- Bến Lức
- Cần Đước
- Cần Giuộc
- Châu Thành
- Đức Hòa
- Đức Huệ
- Mộc Hóa
- Tân Hưng
- Tân Thạnh
- Tân Trụ
- Thạnh Hóa
- Thủ Thừa
- Vĩnh Hưng